# Schwebebahnstation Alter Markt
Die Schwebebahnstation Alter Markt ist die zentrale Haltestelle der Wuppertaler Schwebebahn im Wuppertaler Stadtteil Barmen. Sie befindet sich im Bereich des namensgebenden Alten Marktes und erschließt die Barmer Fußgängerzone rund um den Werth. Außerdem ist sie ein wichtiger Nahverkehrsknoten im Wuppertaler Osten. Das Gebäude und die direkt westlich angrenzende Schwebebahnbrücke entstanden in den 1960er-Jahren.

## Lage

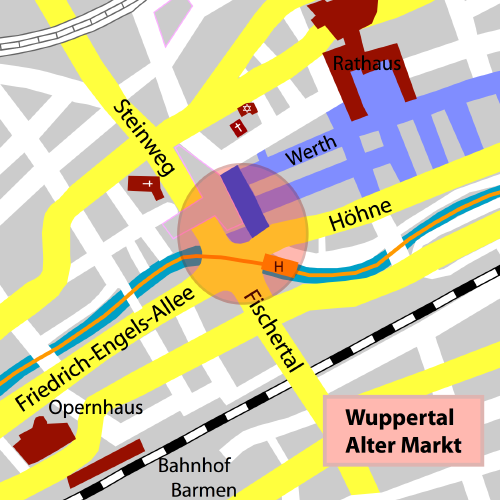
Lageskizze Alter Markt, Station mit H markiert

Die moderne Schwebebahnstation Alter Markt liegt unmittelbar östlich der Straßenkreuzung am Alten Markt; der namensgebende Platz liegt auf der anderen Straßenseite. Der DB-Haltepunkt Wuppertal-Barmen liegt etwa 500 Meter fußläufig entfernt. Die Station erschließt Barmens Innenstadt und das Rathaus.

## Geschichte

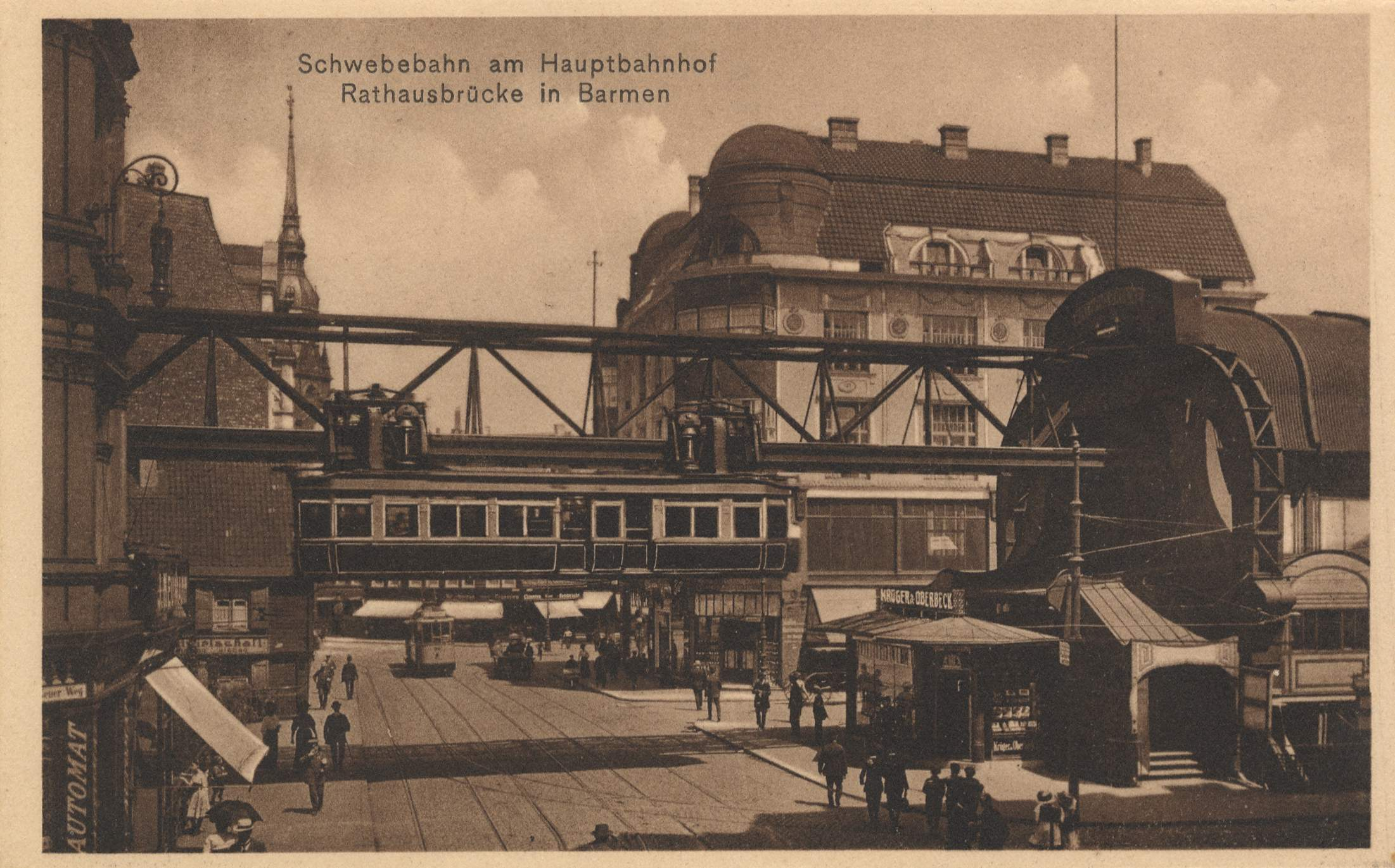
Rathausbrücke und Station von Süden, Ansichtskarte vom Anfang des 20. Jahrhunderts

Die im Jugendstil erbaute und 1903 eröffnete Schwebebahnstation Rathausbrücke galt als eine der schönsten Haltestellen. Die gleichnamige Wupperbrücke schloss sich südlich an den Alten Markt an, wo ein früheres Rathaus gestanden hatte. Die Station wurde im Zweiten Weltkrieg stark beschädigt und später nur behelfsmäßig wiederaufgebaut.
Seit 1949 wurden Pläne diskutiert, die Station und ihr Umfeld umzugestalten. Angedacht war ein gemeinsamer Bahnhof von Schwebebahn und Straßenbahn, umgeben von einem Kreisverkehr. Später stellte man fest, dass der Umstieg zwischen den beiden Linien weniger bedeutend als gedacht war. Ende der 1950er-Jahre verwarf man im Zuge des neuen Konzepts für den Alten Markt daher den Plan.
Der autogerechte Umbau des Alten Marktes umfasste auch eine 105 Meter breite Straßenbrücke im Kreuzungsbereich über die Wupper. Dafür musste die Schwebebahnstation 40 Meter nach Osten verlegt und die Straßenkreuzung von einer Brücke überspannt werden. Der 1963 fertiggestellte Entwurf der neuen Station stammt von Max R. Wenner. Die Bauarbeiten in den Jahren 1965–67 gipfelten im März und April 1967 mit dem Bau der neuen Brücke, für die der Betrieb der Schwebebahn und der Straßenbahn zwei Wochen lang unterbrochen wurde. Vier 38 Meter hohe Pylonen halten hier das Gerüst der Schwebebahn auf einer Strecke von 120 Metern über der Kreuzung. Nach einer Belastungsprobe wurde der Betrieb am 17. April 1967 wieder aufgenommen und die Station Alter Markt provisorisch eröffnet. Die Innenausbauten zogen sich aber noch bis zur feierlichen Eröffnung am 30. September hin, bei der neben der Station auch die umgestaltete Kreuzung eingeweiht wurde.
Die Erschließung der Schwebebahnstation für den Fußverkehr wurde mit zwei Unterführungen gelöst. Bis 2004 bot dieses Tunnelsystem auch einen der Zugang zu den beiden Gleisen der Straßenbahn (bis 1987, danach Bussteig) und zum benachbarten Kaufhaus und hatte eine kleine Ladenpassage. Diese nördliche Unterführung wurde durch eine ebenerdige Fußgängerquerung ersetzt, womit die Forderung erfüllt wurde, den Übergang zur Schwebebahnstation barrierefrei zu gestalten. Zudem wurden dadurch Sanierungskosten im Tunnelbereich gespart und ein Angstraum geschlossen.

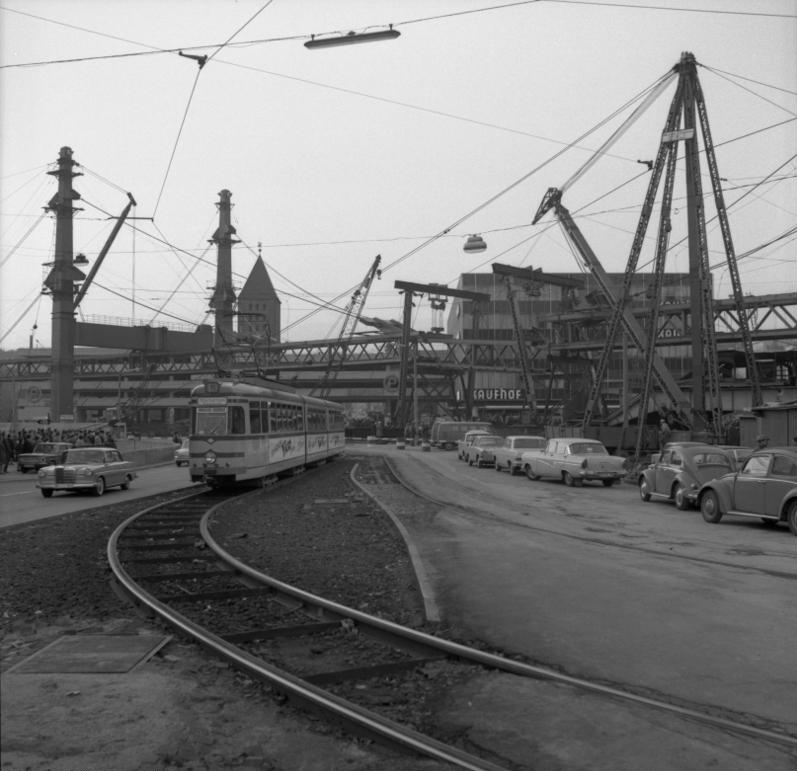
Bau der neuen Brücke und Schwebebahnstation 1967
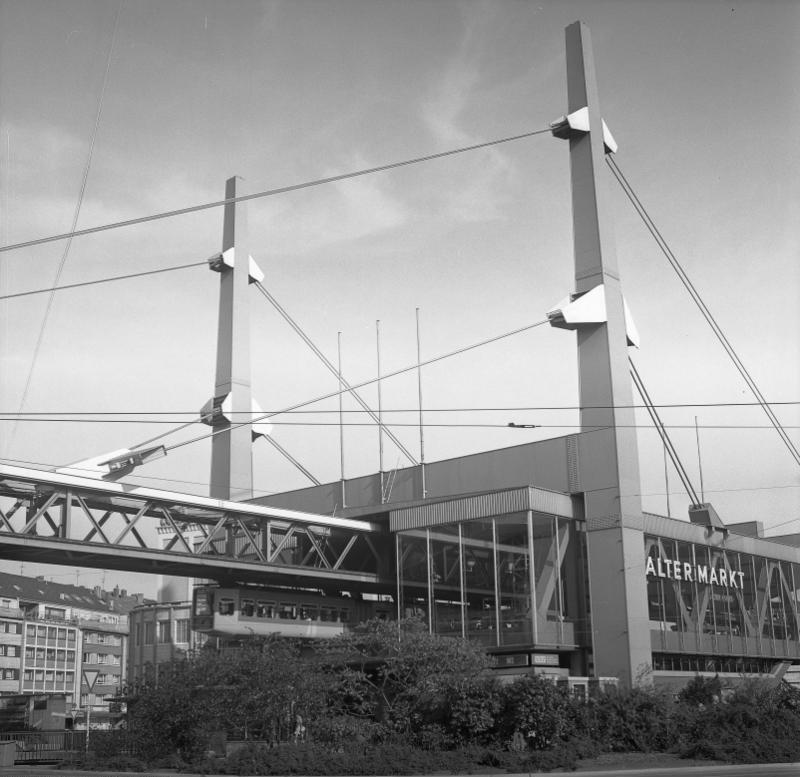
Station im Jahr 1976
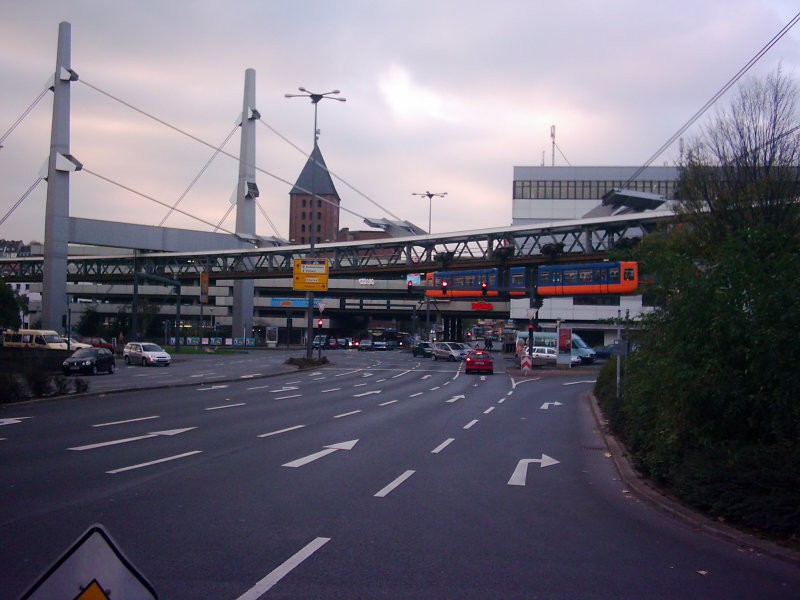
Schwebebahn am Alten Markt 2006
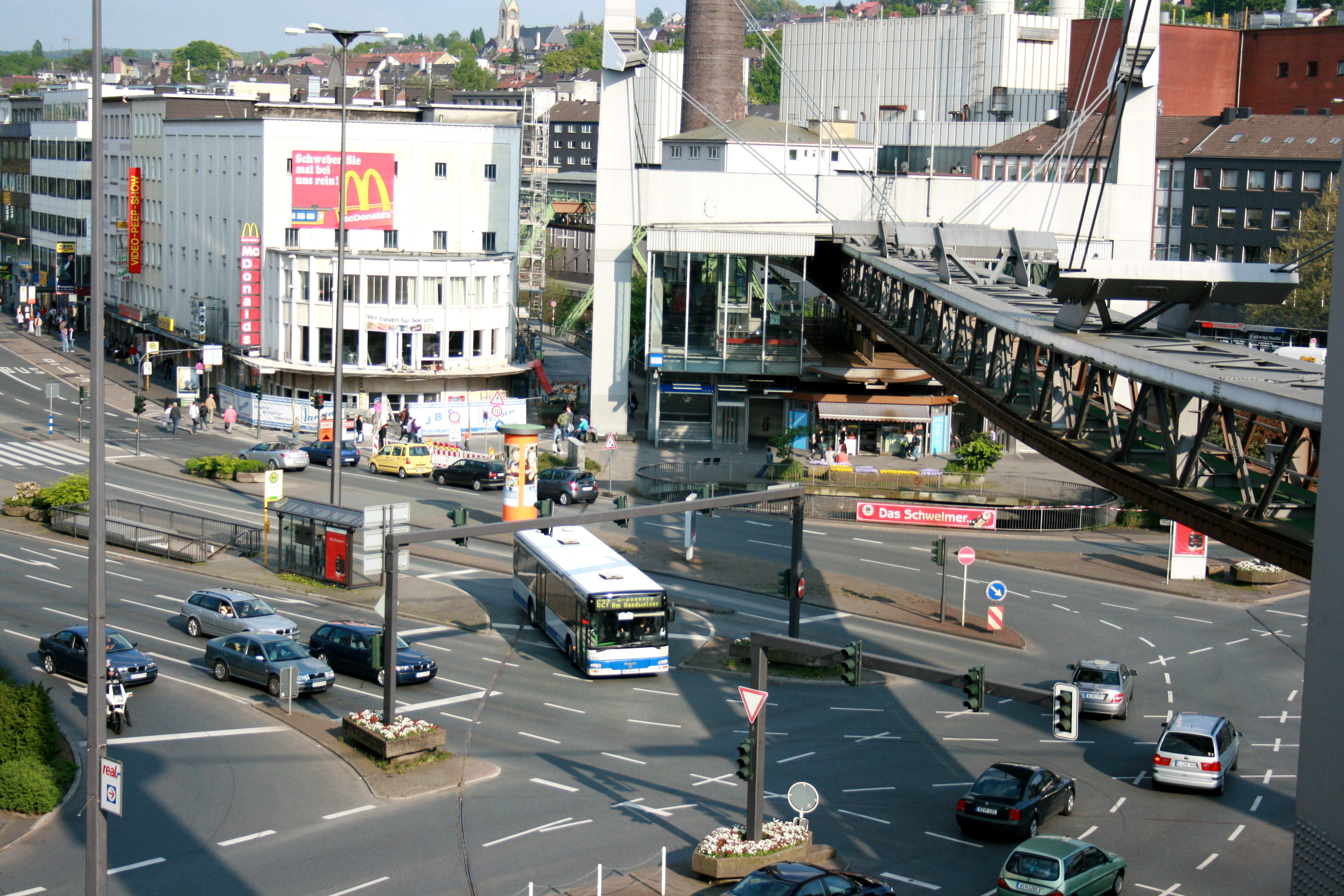
Blick auf die Station 2010

## Bedienung
An der Station besteht Anschluss an zahlreiche Busverbindungen im Wuppertaler Osten.